# ۱۳۵۱ (قمری)
۱۳۵۱ (قمری)، هزار و سیصد و پنجاه و یکمین سال در گاهشماری هجری قمری است. اول محرم این سال برابر با هفتم مه سال ۱۹۳۲ میلادی است.

## زادگان
- عبدالحمید کشک
- عبدالله جوادی آملی
- علی الصقلی الحسینی
- ماجد عرسان الکیلانی
- محمود شاکر

## درگذشتگان
- احمد شوقی
- سلطان بن بجاد العتیبی
- احمد سنوسی